# West Heddon
West Heddon var en civil parish 1866–1955 när det uppgick i Heddon-on-the-Wall, i grevskapet Northumberland i England. Civil parish var belägen 19 km från Morpeth och hade 50 invånare år 1951.